# Ophelia tosaensis
Ophelia tosaensis là một loài thực vật có hoa trong họ Long đởm. Loài này được (Makino) Czerep. mô tả khoa học đầu tiên năm 1995.